# Eclampsia

Mortalidade materna, em 2012, a cada milhão de gestações.
0-0
1-1
2-5
6-8
9-26
27-46
47-90
91-252
253-381
382-957

Eclampsia ou eclâmpsia é o aparecimento de convulsões numa pessoa com pré-eclampsia. É uma complicação da gravidez em que se verifica hipertensão arterial, quantidade elevada de proteínas no sangue ou outras disfunções em órgãos. A condição pode aparecer antes, durante ou após o parto. É mais comum durante o segundo trimestre da gravidez. As convulsões são do tipo tónico-clónico e duram em média um minuto. Na sequência das convulsões ocorre geralmente um período de confusão ou coma. As complicações incluem pneumonia por aspiração, hemorragia cerebral, insuficiência renal e paragem cardiorrespiratória. A pré-eclampsia e a eclampsia fazem parte de um grupo maior de condições denominado perturbações hipertensivas na gravidez.
As recomendações de prevenção incluem a administração de aspirina em pessoas de risco elevado, suplementos de cálcio em regiões onde o consumo é baixo e tratamento da hipertensão anterior à gravidez com medicação. O exercício físico durante a gravidez pode também ser benéfico. A administração de sulfato de magnésio por via intravenosa ou muscular melhora o prognóstico em pessoas com eclampsia e é geralmente seguro, tanto em países desenvolvidos como em vias de desenvolvimento. No entanto, o tratamento pode necessitar de respiração assistida. Entre outros possíveis tratamentos estão medicamentos para a hipertensão, como a hidralazina, e o parto de emergência do bebé, quer por via vaginal ou por cesariana.
Estima-se que a pré-eclampsia afete 5 a 10% dos nascimentos e a eclampsia 1,4% dos nascimentos. Nos países desenvolvidos, a prevalência é de 1 caso em cada 2000 nascimentos devido aos melhores cuidados de saúde. As perturbações hipertensivas da gravidez são uma das causas mais comuns de morte durante a gravidez. Em 2015 provocaram a morte a 46 900 pessoas, uma diminuição em relação às 37 000 em 1990. Cerca de uma em cada cem mulheres com eclampsia morre. A palavra eclampsia tem origem no termo grego para relâmpago. A primeira descrição conhecida da doença foi feita por Hipócrates no século V a.C.

## Sinais e sintomas

### Pré-eclampsia
Os sinais característicos da pré-eclampsia são:
- Pressão maior que 140/90 mmHg durante mais de 4h
- Urina espumosa (por conter mais de 300 mg/dia de proteínas) ou outros sinais de problemas renais (como urinar pouco)
- Inchaço das mãos, pés e face

A pré-eclampsia só é considerada como eclampsia depois de uma convulsão.

### Eclampsismo
O eclampsismo é sinal de complicação da gestação. Mesmo sem problemas renais (proteinúria), pode ser diagnosticada quando há alguns dos seguintes sintomas:
- Dores de cabeça fortes
- Alterações na visão (perda temporária da visão, visão turva ou sensibilidade à luz)
- Dor abdominal, geralmente sob suas costelas do lado direito
- Náuseas ou vômitos
- Diminuição dos níveis de plaquetas no sangue (trombocitopenia)
- Insuficiência hepática
- Falta de ar, devido a líquido nos pulmões

### Síndrome HELLP
HELLP é uma sigla inglesa (Hemolysis, Elevated Enzymes Liver, Low Plaquets), em português um mnemônico equivalente seria PPEEHH, pois essa complicação da eclampsia é caracterizada por:
- Poucas plaquetas (dificultam a coagulação do sangue)
- Elevação das Enzimas Hepáticas (representam lesão hepática)
- Hemólise (causam anemia)

## Causas
Especialistas acreditam que o problema está no desenvolvimento anormal dos vasos sanguíneos que conectam a placenta com o útero. Quando o fluxo sanguíneo é insuficiente para o útero ou ocorrem danos aos vasos sanguíneos, eles podem responder inadequadamente a estímulos hormonais e causar a pré-eclampsia. Existe uma forte relação com diabetes millitus gestacional (DMG) e diabetes (principalmente tipo 1) pelo fato destas doenças já apresentarem alto índice glicêmico e proteinúria.  O aborto recorrente (AR) e pré-eclâmpsia (PE)  compartilham muitos mecanismos semelhantes com rejeição do enxerto demonstrando assim falhas no sistema imunológico de não rejeição do feto.

### Fatores de risco
Dentre os factores que aumentam o risco de sofrer esse transtornos incluem:
- Histórico próprio ou familiar de pré-eclampsia
- Obesidade
- Diabetes Mellitus
- Hipertensão prévia
- Idade menor de 18 ou maior que 40 anos
- Primeira gravidez
- Gêmeos
- Hipotiroidismo
- Problemas renais
- Gravidez menos de 2 anos depois ou mais de 10 anos depois da gravidez anterior
- Poluição do ar
- Baixo consumo de cálcio
- Doenças autoimunes

## Prevenção e tratamento
As recomendações de prevenção incluem a administração de aspirina em pessoas de risco elevado, suplementos de cálcio em regiões onde o consumo é baixo e tratamento da hipertensão anterior à gravidez com medicação. O exercício físico durante a gravidez pode também ser benéfico. A administração de sulfato de magnésio por via intravenosa ou muscular melhora o prognóstico em pessoas com eclampsia e é geralmente seguro, tanto em países desenvolvidos como em vias de desenvolvimento. No entanto, o tratamento pode necessitar de respiração assistida. Entre outros possíveis tratamentos estão medicamentos para a hipertensão, como a hidralazina, e o parto de emergência do bebé, quer por via vaginal ou por cesariana.

### Alimentação
O cuidado com a alimentação anti-inflamatoria  uma vez que o quadro de proteinúria, pressão alta , valores glicêmicos altos e alta de leucócitos (que indicam desencadeamento de inflamações produzidas pelo sistema imunógico).  Preferir os  alimentos anti-inflamatorios (alho, cebola, cebolinha, brocolis, escarola, repolho, espinafre...) e diminuir alimentos pró-inflamatorios (massas, gordura, leite, açucar) e estilo de vida pró-inflamatorio (sedentarianismo e stress).
Um estudo coorte publicado em 2014 encontrou uma associação entre o consumo de alimentos biológicos e a diminuição do risco de pré-eclâmpsia.

### Epidemiologia, prognóstico e história
Estima-se que a pré-eclampsia afete 5 a 10% dos nascimentos e a eclampsia 1,4% dos nascimentos. Nos países desenvolvidos, a prevalência é de 1 caso em cada 2000 nascimentos devido aos melhores cuidados de saúde. As perturbações hipertensivas da gravidez são uma das causas mais comuns de morte durante a gravidez. Em 2015 provocaram a morte a 46 900 pessoas, uma diminuição em relação às 37 000 em 1990. Cerca de uma em cada cem mulheres com eclampsia morre. A palavra eclampsia tem origem no termo grego para relâmpago. A primeira descrição conhecida da doença foi feita por Hipócrates no século V a.C.